# La Carmen
La Carmen es una película española de drama estrenada en 1976, escrita y dirigida por Julio Diamante y protagonizada en los papeles principales por Sara Lezana y Julián Mateos, en la que fue su última aparición en la gran pantalla.
La película es una versión de la novela homónima del escritor francés Prosper Mérimée. 
Por su trabajo en la película, Carlos Mendy obtuvo el premio al mejor actor secundario, otorgado por el Sindicato Nacional del Espectáculo.

## Sinopsis
José es un joven ex-seminarista que, durante su servicio militar en Córdoba, se enamora locamente de Carmen, una guapa bailarina de flamenco. Por ella es capaz de robar, y por ello es encarcelado. José, aprovecha una oportunidad y se fuga de la cárcel para empezar una nueva vida con la chica. Sin embargo, descubre que ella ha vuelto con su antiguo amante, "El Morao", situación que desembocará en tragedia.

## Reparto
- Julián Mateos como José
- Sara Lezana como Carmen
- Rafael de Córdoba como "El Morao"
- Enrique Giménez "El Cojo"	 como Tío de Carmen
- Enrique Morente como Cantaor
- Pepe de Lucía
- José Nieto como Jefe de Carmen
- Erasmo Pascual como Rafael
- Yelena Samarina como Extranjera ligona
- Carlos Mendy como	Sr. Jiménez
- Xan das Bolas como Padre de José
- Moncho Ferrer
- Paco España
- Sergio Mendizábal
- Simón Arriaga
- Fernando Baeza
- Aparicio Rivero
- Antonio del Real
- Manuel Pereiro
- Abel Vitón
- Guillermo Montesinos como Soldado
- Sergio de Frutos
- Guillermo Carmona
- Cristino Almodóvar como Guardia Civil con bigote
- Palomo Linares como Él mismo